# Тургунбаева, Мукаррам
Мукарра́м Тургунба́ева (узб. Mukarram Turgʻunboyeva; 30 апреля [13 мая] 1913, Скобелев, Ферганская область — 26 ноября 1978, Ташкент) — узбекская, советская танцовщица, артистка балета, балетмейстер, хореограф, педагог, фольклорист. Народная артистка СССР (1959). Лауреат двух Сталинских (1946, 1951) и Государственной премии СССР (1973).

## Биография
Родилась 30 апреля (13 мая) 1913 года (по другим источникам — 31 мая) в Скобелеве (ныне Фергана, Узбекистан) (по другим источникам — в Шахрихане)
Воспитывалась в Фергане, в семье родственников. После окончания школы в 1927 году училась в педагогическом техникуме (1927—1929).
В 1928 году по конкурсу была принята в концертно-этнографический ансамбль под руководством М. Кари-Якубова.
В 1929—1933 годах работала в Самаркандском музыкально-драматическом театре (с 1931 — в Ташкенте, реорганизован в Узбекский музыкально-драматический театр).
В 1929—1933 годах училась в театральной студии Узбекского музыкально-драматического театра. Классическим и национальным танцем занималась у К. Бека, У. А. Камилова, Ю. К. Шакирджанова, Тамары Ханум, В. И. Вильтзак, и др.
С 1929 по 1954 год — актриса, солистка (с 1931), балетмейстер (с 1937) Узбекского музыкально-драматического театра (с 1939 — Государственный узбекский театр оперы и балета, ныне — Большой театр имени Алишера Навои) (Самарканд, с 1931 — в Ташкенте).
В 1957 году организовала и возглавила (художественный руководитель и главный балетмейстер) женский ансамбль народного танца «Бахор» (с 1960 — Государственный ансамбль народного танца Узбекской ССР «Бахор»). Одновременно ставила и исполняла танцы в Большом театре оперы и балета им. А. Навои.
Исполнительница узбекских народных и современных танцев, одна из создателей узбекского массового сценического танца, системы овладения хореографическим мастерством, названным «Дойра дарё», знаток и собиратель узбекского танцевального фольклора. Автор постановок более 200 национальных танцев.
Гастролировала по многим городам СССР и за рубежом: Иран (1942), КНР (1950), Индия, Албания, Италия, Австрия (все — 1955), Камбоджа, Таиланд, КНДР, Афганистан (все — 1956), Ливия, Судан, Марокко, Алжир, Египет, Тунис (все — 1965), Пакистан, Сингапур, Малайзия, Венгрия (все — 1967), ГДР, ФРГ (обе — 1971), Польша, Чехословакия (обе — 1972), Болгария (1973), Швеция (1975), Лаос, Ангола (обе — 1976), Финляндия, Мальта (обе — 1978).
В 1934—1957 годах — педагог Узбекской республиканской балетной школы (с 1947 — Узбекское хореографическое училище, ныне — Ташкентская государственная высшая школа национального танца и хореографии). Среди её учениц: Г. Измайлова, К. Миркаримова, Гульнора Маваева, Раъно Низамова, Валентина Романова, Тамара Юнусова, Равшаной Шарипова, Маъмура Эргашева, Насиба Мадрахимова, Угилой Мухамедова.
Член КПСС с 1953 года. Депутат Верховного Совета Узбекской ССР 3—5 созывов.
Умерла 26 ноября 1978 года в Ташкенте. Похоронена на Чигатайском кладбище.

### Семья
- Первый муж (с 1929) — Низам Халдаров (1904—1994?), артист театра[4]
  - Сын — Тельман Халдаров (1934—1985)
    - Внуки — Алишер (1961—1990), Гуля (Гульбахор) (р. 1964), Тимур (р. 1972)
- Второй муж (с 1945) — Б. Мирзаев, артист театра (брак распался)
  - Сын (умер в 1946)

## Награды и звания
- Народная артистка Узбекской ССР (1937)
- Народная артистка СССР (18.03.1959)[5]
- Сталинская премия второй степени (1946) — за выдающиеся достижения в исполнении узбекских танцев
- Сталинская премия третьей степени (1951) — за участие в постановке оперного спектакля «Гюльсара» Т. С. Садыкова и Р. М. Глиэра
- Государственная премия СССР (1973) — за концертные программы (1971—1972) ГААНТ УзССР «Бахор»
- Государственная премия Узбекской ССР имени Хамзы (1967)[6]
- Орден Ленина (06.12.1951)[7]
- Два ордена Трудового Красного Знамени (31.05.1937[8] — за выдающиеся заслуги в деле развития узбекского музыкального и танцевального искусства, 16.01.1950)[9]
- Два ордена «Знак Почёта» (1957, 1965)
- Орден «За выдающиеся заслуги» (Узбекистан) (2001) — посмертно[10]
- Медаль «За трудовую доблесть» (1941)
- Медаль «За трудовое отличие» (1945)
- Медаль «За доблестный труд в Великой Отечественной войне 1941—1945 гг.» (1945)

## Творчество

### Роли
- 1929 — «Аршин мал алан» У. Гаджибекова — Зебо, Асия
- 1930 — «Уртоклар» К. Яшена — Анархон
- 1931 — «Утдан парчалар» А. Кадырова — Ялмагыз бану
- 1932 — «Кимга» А. Кадырова — Ялмагыз кампыр
- 1933 — «Ичкарида» К. Яшена и М. Мухамедова — Асальхон, Азадахон
- 1935 — «Гульсара» К. Яшена и М. Мухамедова — Асаль
- 1937 — «Гульсара» К. Яшена и М. Мухамедова — Гульсара
- 1938 — «Половецкие пляски» А. Бородина — Половчанка
- 1939 — «Наргиз» М. Магомаева — Дильбар
- 1942 — «Шерали» X. Гуляма и Б. Халила — Вера
- «Халима» Г. Зафари — Ойниса, Холжон-холя

### Балетные партии
- 1939 — «Шахида» Ф. С. Таля — Шахида
- 1943 — «Ак-Биляк» С. Н. Василенко — Ак-Биляк
- 1945 — «Бахчисарайский фонтан» Б. В. Асафьева — Зарема
- 1946 — «Гуляндом» Е. Г. Брусиловского — Гуляндом
- 1949 — «Балерина» Г. А. Мушеля — индийская делегатка
- 1952 — «Эсмеральда» Ц. Пуни, дополнительные номера С. Н. Василенко в редакции Р. М. Глиэра — Цыганка

### Участие в постановках
- 1939 — «Шахида» Ф. С. Таля (совм. с А. Р. Томским и У. А. Камиловым)
- 1943 — «Ак-Биляк» С. Н. Василенко (совм. с Ф. В. Лопуховым и У. А. Камиловым)
- 1946 — «Ак-Биляк» С. Н. Василенко (совм. с Е. Н. Барановским и У. А. Камиловым)
- 1949 — «Балерина» Г. А. Мушеля (совм. с П. К. Йоркиным)

### Исполнение и постановка танцевальных композиций
- Сольные: «Дильхродж», «Индусский танец», «Пахта», «Уйгурский», «Нагора», «Абдурахман беги», «Кари наво», «Гульсара», «Хорезмский», «Аскари», «Танкисты», «Мунаджат», «Тановар», «Дуэт с бубнистом», «Джанон», «Гульрух», «Рохат», «Раккоса», «Нагора», «Бухарский», «Дильбар», «Пахтакор киз», «Андижанская полька», «Пилля», «Шодиена», «Мухайер», «Памирский», «Гайратли киз», «Индийский», в стиле «Бхарат натьям», в стиле «Манипури»), «Монгольский», «Албанский» (черногорский), «Корейский», «Андижанская полька», «Шалунья», «Встреча», «Друзья», «Кукла», «Хавас-кор», «Уйнасин», «Фергана рубаиси», «Узбекский вальс», «Дружба», «Хаваскор», «Завким келур», «Аста киелаб», «Афганский» (сольный-массовый), «Арабский», «Интизор», «Бахтли-ман», «Зеби-ниссо». «Кунглим куванчи», «Шахло». «Торджинаво», «Ожидание», «Смелая девушка»
- Массовые: «Дучава», «Катта уйин», «Усмония», «Садр», «Уфари сахта», «Кари наво», «Занг», «Уйгурский», «Пахта», «Абдурахман беги», «Хорезмский», «Ялла», «Теримчи киз», «Пилля», «Мухайер», «Голубь мира», «Великий канал», «За мир», «Ферганский», «Танец с шарфами», «Уфари санам», узбекский вальс «Бахор», «Уфари санам», «Шохе пэри», «Гуль уйин», «Бхарат натьям», «Бает», «Занг», «Андижанский», «Каракалпакский», «Наманганский», «Казахский Ала-тау», «Лязги», «Дильдор», «Джанон», «Дильбар», киргизский танец «Комузчи», «Андижанская полька», «Ферганача рез», «Каны-каны», «Гуллар», «Танец с двумя дойрами», «Дугоналар», «Бухарский», «Гульноз», «Хуммор», «Ухшайди-ку», «Гульрух», «Айлама», «Вальс», «Беш карсак», «Рохат», танцевальная сцена «Семь красавиц», «Танец с тарелочками», «Ташкентская пиала», «Чоргох», «Шабодалар», «Афганский» (сольный-массовый), таджикский — «Лола», «Эй шух, джанон», «Пенджабский», «Пакистанский», «Уйнагуль», таджикский — «Тюбетейка», маком — «Чоргох» (Голубой маком), «Дурдоналар», «Альер», «Гульдаста», «Самаркандская весна», «Зор этинг», «Крымскотатарский танец», «Ёлларим», сюита «Узбекская свадьба»: «Молодожены», «Дойра зовет», «Праздник хлопка» (узбекский, казахский, киргизский, таджикский, туркменский — 3 части), «Танец в красных косынках», «Танец в паранджах», «Тановар», «Кирк киз» (сцена), «Нилуфар», «Зейнаб и Омон» (сцена), «Арабский», «Кари наво», «Жоним тассадук», «Бахт юли», «Наманганские яблоки», танцевальные картины «Озодлик» — «Освобождение», «Танец воинов».

### Исполнение и постановка танцевальных композиций в спектаклях
- музыкальные драмы: «Уртоклар» К. Яшена (1930), «Ичкарида» (1933) «Гульсара» (1935) К. Яшена и М. Мухамедова, «Лейли и Меджнун» (1935), «Фархад и Ширин» (1937) Хуршида, «Тахир и Зухра» Т. Джалилова и Б. Бровцына (1949), «Ёркин йул» С. Юдакова (1951), «Азиз ва Санам» А. Бабаджанова, К. Атаниязова, Л. Степанова (1955), «Утро Хорезма» К. Атаниязова, Л. Степанова (1960)
- оперы: «Улугбек» А. Козловского (1942), «Гульсара» Р. Глиэра и Т. Садыкова (1949, 1963), «Кер оглы» У. Гаджибекова, постановка Е.Барановского (1950), «Великий канал» М. Ашрафи и С. Василенко (1953), «Фархад и Ширин» В. Успенского и Г. Мушеля (1957), «Зейнаб и Омон» Т. Садыкова, Б. Зейдмана, Ю. Раджаби, Д. Закирова (1958), «Проделки Майсары» С. Юдакова (1959), «Сердце поэта» М. Ашрафи (1962), «Свет из мрака» Р. Хамраева (1966), «Возвращение» Я. Сабзанова (1969), «Ойджамол» И. Хамраева (1969)
- балеты: «Озодачехра»С. Василенко (1951)
- комедии «Шелковое сюзане» А. Каххара (1952)
- драмы: «Тайны паранджи» Хамзы (1956)[11]

### Фильмография
- 1940 — Асаль — подруга Асаль
- 1958 — Подарок Родины
- 1958 — Очарован тобой — Мукаррам Тургунбаева
- 1962 — Салом, Бахор! (документальный)
- 1972 — Санъатга бағишланган умр (документальный)
- 1977 — Мукаррам-апа и сорок красавиц (документальный)

## Память
- Государственный ансамбль народного танца Узбекской ССР «Бахор» носит имя Мукаррам Тургунбаевой.
- Имя М. Тургунбаевой присвоено объединению «Узбекракс» и одной из улиц Ташкента
- В Ташкенте ежегодно, с 1993 года, в мае месяце проводится конкурс молодых танцовщиц имени М. Тургунбаевой.
- В Ташкенте, в фойе концертного зала «Бахор» открыт музей М. Тургунбаевой.
- О жизни и творчестве известной исполнительницы сняты фильмы: «Салом, бахор» (1962), «Санъатга бағишланган умр» (1971), «Мукаррама опа ва қирқ гўзал» (1977).
- В рамках мероприятий, посвящённых 100-летию со дня рождения М. Тургунбаевой, 29.01.2013 в Мемориальном Доме-Музее Тамары Ханум состоялся Круглый стол на тему: «Творческое наследие Мукаррам Тургунбаевой и проблемы современного национального узбекского танца»[12].